# Tibia-Hemimelie-Polysyndaktylie-triphalangealer Daumen-Syndrom

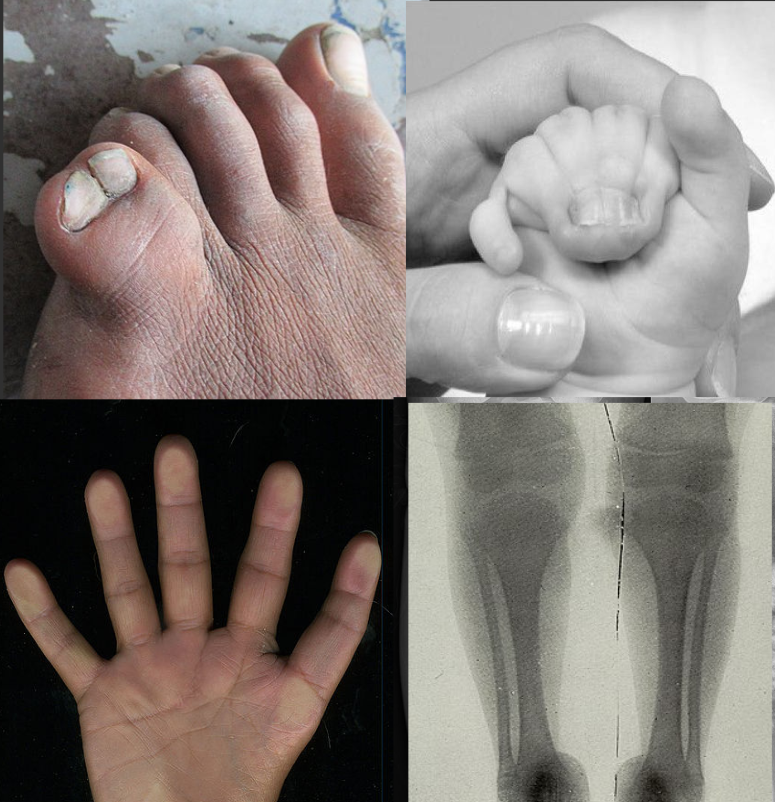
Kombination der Merkmale

Das Tibia-Hemimelie-Polysyndaktylie-triphalangealer Daumen-Syndrom ist eine sehr seltene angeborene Erkrankung mit einer Kombination der namensbildenden Merkmale Fehlbildungen der Gliedmaßen mit Tibiahypoplasie, Polysyndaktylie der Hände und Füße und Triphalangealem Daumen.
Synonyme sind: Werner Syndrom; Tibia-Agenesie-Polysyndaktylie-Syndrom; Tibia-Aplasie-Polysyndaktylie-Syndrom; Werner mesomeles Spektrum
Veraltete Bezeichnung ist Eaton-McKusick-Syndrom.
Der Erstbeschrieb stammt aus dem Jahre 1919 durch den österreichischen Frauenarzt Paul Werner,
Die Bezeichnung „Werner Syndrom“ (Werner mesomeles Syndrom) wurde von I. Cordeiro, H. Santos und P. Maroteaux vorgeschlagen, ist aber verwechselbar mit der gleichfalls als Werner-Syndrom bezeichneten adulten Progerie.

## Verbreitung
Die Häufigkeit wird mit unter 1 zu 1.000.000 angegeben, bislang wurde über weniger als 20 Betroffene berichtet. Die Vererbung erfolgt autosomal-dominant oder autosomal-rezessiv.

## Ursache
Der Erkrankung liegen heterozygote Mutationen im ZRS-Gen auf Chromosom 7 Genort q36.3 zugrunde, welches für ein Regulationselement im Sonic Hedgehog-Signalweg kodiert.
Mutationen in diesem Gen liegen auch der Polydaktylie des triphalangealen Daumens zugrunde.

## Klinische Erscheinungen
Klinische Kriterien sind:
- ausgeprägte Variabilität der Ausprägung innerhalb und zwischen den betroffenen Familien
- triphalangeale Daumen, kann auch isoliert vorkommen
- fehlende oder hypoplastische Tibia, eventuell auch mit Duplikation der Fibula
- oft ausgeprägte Kleinwuchs

Hinzu können Radioulnare Synostose und Oligodaktylie der Hand sowie Auffälligkeiten der Handwurzel- und Mittelfußknochen kommen.

## Diagnose
Die Diagnose ergibt sich aus der Kombination klinischer Befunde und kann durch humangenetische Untersuchung gesichert werden.